# Jornal da Manhã (telejornal)
Jornal da Manhã é um telejornal local matinal brasileiro produzido pela TV Bahia e exibido por todas as emissoras da Rede Bahia de Televisão, afiliadas à TV Globo. Estreou em 26 de janeiro de 1987, três dias após a TV Bahia se tornar afiliada à Rede Globo, sendo o primeiro telejornal matinal da emissora. Vai ao ar de segunda à sexta-feira às 6h, desde a estreia do Hora Um da Notícia, quando teve sua duração acrescida em meia hora. É apresentado por Camila Oliveira e Ricardo Ishmael, com comentários esportivos de Danilo Ribeiro.
Apresenta as notícias da manhã e da madrugada, além de dar continuidade às principais notícias do dia anterior. Traz ainda entrevistas diárias, previsão do tempo, informações sobre o trânsito, oportunidades no mercado de trabalho, assim como assuntos relevantes do interior do estado. É o telejornal matinal local mais assistido do Brasil.

## História
O programa estreou em 26 de janeiro de 1987, logo após o início da afiliação da TV Bahia com a Rede Globo, sendo o primeiro telejornal matinal da emissora. A primeira apresentadora do Jornal da Manhã foi Kátia Guzzo. O primeiro tema utilizado pelo jornalístico foi "Refrega Brega", música do álbum Chame Gente, do grupo Armandinho, Dodô & Osmar. Em 7 de novembro de 1988, após a inauguração da TV Santa Cruz, entra no ar a primeira edição local do telejornal no interior da Bahia.
Em 1993, o Jornal da Manhã foi substituído pela 1ª edição do novo Bahia Agora. O matinal voltou ao ar em julho de 1995, quando o substituto foi reformulado e passou a ter somente uma edição, exibida ao meio-dia.
Em 1 de outubro de 1997, o telejornal estreou um novo formato, passando a contar com comentários e coapresentação de Genildo Lawinscky, que passou a acompanhar a então apresentadora Denis Rivera. Em 2002, as emissoras da Rede Bahia no interior passaram a produzir localmente o primeiro bloco do Jornal da Manhã.
No dia 15 de fevereiro de 2006, o Jornal da Manhã não foi exibido ao vivo. Devido a uma paralisação feita por funcionários do meio de rádio e TV no dia, não haviam profissionais suficientes para produzir o telejornal no horário, assim como em outras emissoras. Preventivamente, a TV Bahia havia gravado a edição do jornalístico no dia anterior, um domingo.
Em 2013, o telejornal chegou a liderar a audiência com mais da metade dos aparelhos televisores da Região Metropolitana de Salvador ligados. Em 2014, o Jornal da Manhã voltou a ter seu primeiro bloco destinado as produções das emissoras afiliadas, diretamente de Barreiras, Feira de Santana, Juazeiro, Itabuna e Vitória da Conquista.
Em 13 de agosto de 2018, assim como os demais telejornais da Rede Bahia, o Jornal da Manhã estreou novo pacote visual e gráfico. Em 21 de janeiro de 2019, o telejornal foi ampliado, sendo exibido das 6h até as 8h da manhã, com duas horas de duração.
Em fevereiro de 2019, os blocos locais de Vitória da Conquista e Itabuna foram extintos, sendo mantidos apenas os de Barreiras, Juazeiro e Feira de Santana. Em 6 de maio, os blocos locais das praças de Barreiras e Juazeiro foram extintos, junto aos outros programas locais das emissoras das referidas cidades, além do de Feira de Santana, tornando o Jornal da Manhã totalmente estadual, gerado de Salvador.
Em 2 de de maio de 2023, o Jornal da Manhã foi o telejornal matinal local mais assistido do Brasil entre as 15 cidades aferidas pelo IBOPE, chegando a 16 pontos de média contra apenas 5 da RecordTV Itapoan no horário.
Em 2 de julho de 2025, durante a cobertura dos festejos de 2 de Julho na Bahia, o Jornal da Manhã exibiu ao vivo uma entrevista exclusiva com o presidente Luiz Inácio Lula da Silva. As declarações dadas pelo chefe de estado ao apresentador Ricardo Ishmael tiveram repercussão em telejornais da TV Globo e diversos outros veículos nacionais.

## Apresentadores

### Salvador
- Kátia Guzzo (1987-1990)[1]
- Regina Coeli (1990-1993; 1995-1996)[25]
- Casemiro Neto (1993; 1995-1996)[26]
- Denis Rivera (1996-1998)[15]
- Genildo Lawinscky (1997-2010)[27]
- Patrícia Nobre (1998-2003)[28]
- Adriana Quadros (2003-2009)[27]
- Georgina Maynart (2009-2012)[29]
- Jony Torres (2010-2011)
- Ricardo Ishmael (2011-atual)[30]
- Silvana Freire (2012-2014)[31]
- Jessica Smetak (2014-2018)[32]
- Thaic Carvalho (2018-2023)[33]
- Camila Oliveira (2023-atual)

Apresentadores eventuais:
- Casemiro Neto (1999-2007)[34]
- Giácomo Mancini (2005-2009)
- Fernando Sodake (2009-atual)
- Silvana Freire (2016-2020)
- Camila Marinho (2011-atual)
- Camila Oliveira (2019-2023)
- Jessica Senra (2019-2024)
- Vanderson Nacimento (2020-atual)
- Andréa Silva (2025-atual)

Conteúdo esportivo:
- Jorge Allan (1997-2010)[35][36]
- Darino Sena (2010-2015)[37]
- Matheus Carvalho (2010-2011)[37]
- Pedro Canísio (2010-2016)[38][39]
- Gustavo Castelucci (2016-2024)[40]
- Danilo Ribeiro (2024-atual)